# Louisa Masciullo
Louisa Masciullo (* 15. September 1998 in Bad Segeberg) ist eine deutsche Reality-TV-Darstellerin, Moderatorin und Influencerin.

## Medienpräsenz
2012 war Louisa Masciullo in der deutschen Doku-Soap Die Mädchen-WG: Urlaub ohne Eltern im KiKa zu sehen.
Von 2015 bis 2016 diskutierte Masciullo in den ersten zwei Staffeln des Jugendtalk-Format Let´s Talk zusammen mit sieben anderen Jugendlichen über Themen, die Kinder in ihrem Alter bewegen.
Gemeinsam mit Philipp Schmitz-Elsen moderierte Louisa Masciullo von 2017 bis 2019 die drei Staffeln der Reisereportage-Reihe Das erste Mal..., in denen das Moderatorenpaar die drei Kontinente USA, Europa und Asien bereiste, um deren Kultur und Lifestyle kennenzulernen.
2019 war Louisa Masciullo Gesicht für das Webvideo-Format WG-Backstage des Youtube-Kanals ZDFtivi. In dreizehn Folgen gab sie einen Einblick hinter die Kulissen der fünften Staffel der Mädchen-WG.
Im gleichen Jahr war Masciullo im Webvideo-Format Die Wohngemeinschaft von funk im Auftrag von ZDF zu sehen.
Seit 2013 betreibt Masciullo einen Instagram-Account mit mittlerweile 592.000 Followern (Stand Juni 2025).
Louisa Masciullo ist auch auf TikTok unter dem Namen @louisa_masciullo zu finden (Stand September 2023).

## Leben
Louisa Masciullo lebt zusammen mit ihrer Schwester, ihrem Bruder und der Mutter in Schleswig-Holstein. Ihr Vater starb, als sie ein Kind war.
Masciullo besuchte die Grundschule in Oering und eine weiterführenden Schule in Kisdorf. Im Anschluss besuchte sie die Integrierte Gesamtschule Ida-Ehre-Schule in Bad Oldesloe, an der sie 2018 ihr Abitur gemacht hat.